# Culex chaguanco
Culex chaguanco é um espécie de mosquito do género Culex, pertencente à família Culicidae.